# Membrană

Reprezentare schematică a permeabilității selective a membranelor

O membrană este o barieră selectivă care permite trecerea unor specii chimice, dar le oprește pe altele. Aceste specii pot fi reprezentate de molecule, ioni sau alte particule mici. Membranele pot fi clasificate în general în membrane sintetice și membrane biologice. Membranele biologice includ membranele celulare (învelișuri exterioare ale celulelor sau organitelor care permit trecerea anumitor constituenți), membranele nucleare, care acoperă nucleul unei celule, și membranele tisulare, cum ar fi mucoasele și seroasele. Membranele sintetice sunt fabricate artificial pentru a fi utilizate în laboratoare și în industrie (cum ar fi uzinele chimice).

## Funcții
- Microfiltrarea
- Ultrafiltrarea
- Nanofiltrarea
- Osmoza inversă